# Arqueologia de Israel

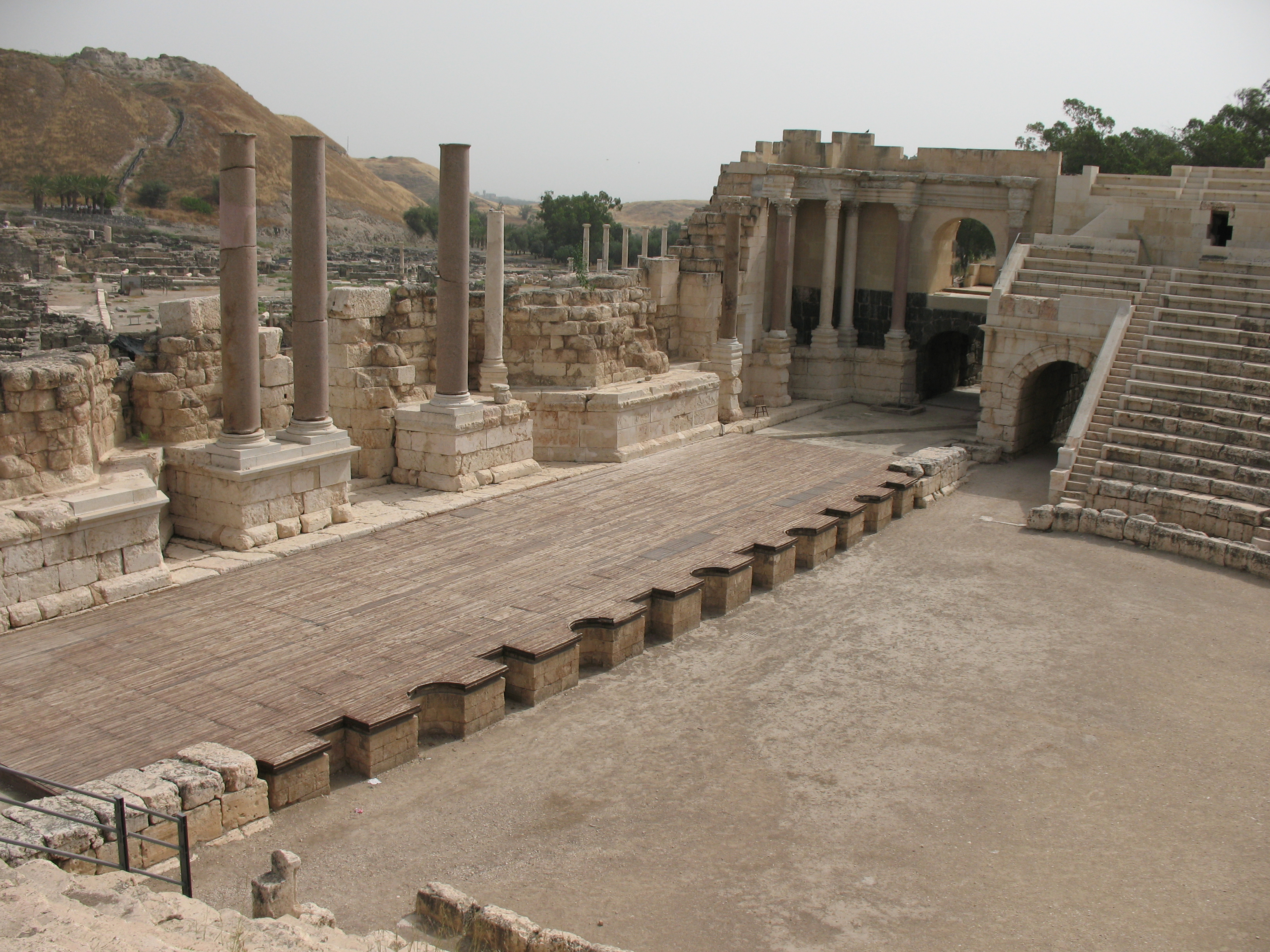
Ruínas de Bete-Seã

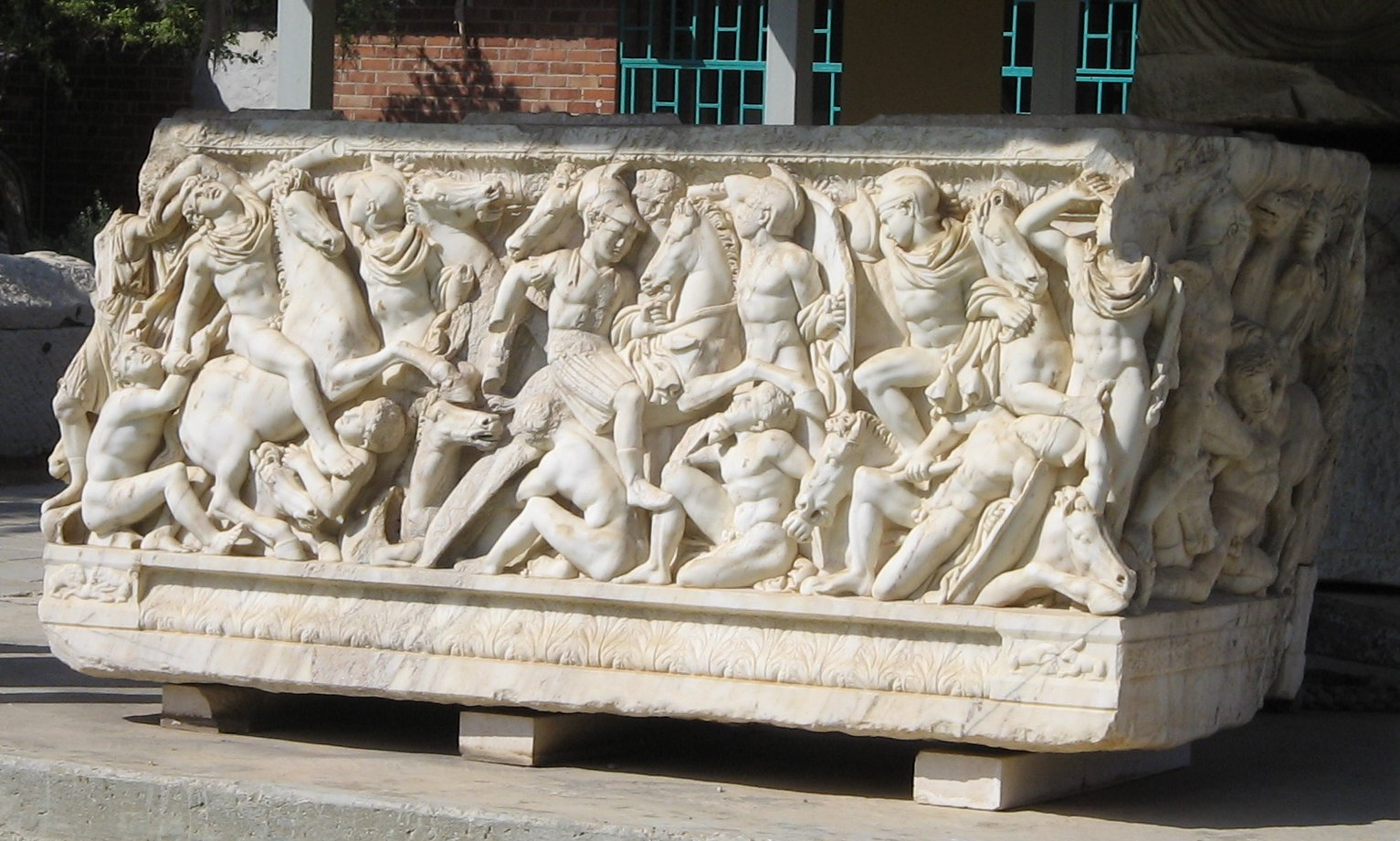
Sarcófago helénico encontrado em Ascalão

A arqueologia de Israel é de intensa investigação nas universidades da região e também atrai um considerável interesse internacional devido a região bíblica ao qual está ligada.

## Períodos Arqueológicos
Os períodos arqueológicos da área foram estabelecidos da seguinte forma:
PERÍODO PRÉ-HISTÓRICO
Período Neolítico 8500-4300 a. C.
Período Calcolítico 4300-3300 a. C.
PERÍODO BÍBLICO
Período Cananeu (Idade do Bronze) 3300-1200 a. C.
Idade do Bronze Inicial I (EB I) 3330-3050 a. C.
Idade do Bronze Inicial II-III (EB II-III) 3050-2300a. C.
Idade do Bronze Inicial IV/Idade do Bronze Médio I (EB IV/MBI) 2300-2000 a. C.
Idade do Bronze Médio IIA (MB IIA) 2000-1750 a.c.
Idade do Bronze Médio IIB (MB IIB) 1800-1550 a.c.
Última Idade do Bronze I-II (LB I-II) 1550-1200 a.c.
Período Israelita (Idade do Ferro) 1200-539 a. C.
Idade do Ferro I (IA I) (juízes) 1200-1000 a. C.
Idade do Ferro IIA (IA IIA) (Reino Unido) 1000-925 a. C.
Idade do Ferro IIB-C (IA IIB-C) (Monarquia Dividida) 925-586b. C.
Idade do Ferro III (período Neobabilónico) 586-539 a. C.
Período Persa 539-333 a. C.
PERÍODO CLÁSSICO
Período Helenístico 333-165 a. C.
Período Macabeu/Hasmoneu 165-63 a. C.
Período Romano 63 a.C.-330 d. C.
Período Romano Antigo (Período Herodiano) (Período do Novo Testamento) 63 a. C.-70 d. C.
Período Romano Médio (Período Yavne) 70-135 d. C.
Último Período Romano (Período Mishnaico) 135-200 d.C.
Último Período Romano (Período Talmúdico) 200-330 d. C.
Período Bizantino 330-638 d. C.
PERÍODO ISLÂMICO
Período do Califado Árabe 638-1099 d. C.
Período Omíada 638-750 d.C.
Período Abássida 750-1099 d.C.
Período dos Cruzados 1099-1244 d. C.
Período do Reino de Jerusalém 1099-1187 d. C.
Período Aiúbida 1187-1244 d. C.
(Período Mameluco 1244-1291 d.C.)
Período Mameluco 1244-1517 d.C.
Período Otomano1517-1917 d. C.
PERÍODO MODERNO
Período do Mandato Britânico 1917-1948 d. C.
Período Israelita 1948-Presente

## Sítios arqueológicos
- Tsipori (Sepphoris) Universidade Hebraica em Jerusalém
- Yavne (Iamnia) Universidade de Tel-Aviv

## Escavações atuais
Mapas AAI das escavações atuais em Israel

### Período Cananita
- Canaã
- Antigo Egito
- Idade do Bronze

- Último Ano II de Bronze como período de diminuição, mal-estar, desastre e migração
- Israel Antiga em Canaã

### Período Romano
- Galileia no Período Romano: a grande maioria dos habitantes eram judeus, com períodos de conflito e de paz intercalados

1. ↑  Datas dos períodos bíblicos que se seguem a Amihai Mazar, Arqueologia da Terra da Bíblia (Nova Iorque: Doubleday 1990). ISBN 0-385-23970-X.